# Don Motellang
Don Motellang (* 27. Juli 1998) ist ein marshallischer Sprinter. Im Jahr 2019 nahm er an den Leichtathletik-Weltmeisterschaften in Doha, Katar, im 100-Meter-Lauf der Männer teil. Er nahm an der Vorausscheidung teil und erreichte nicht die Vorläufe.